# إيغور خواريجي
إيغور خواريجي (بالإسبانية: Igor Jauregi) هو لاعب كرة قدم إسباني في مركز قلب الدفاع، ولد في 29 أبريل 1974 في تولوسا في إسبانيا. لعب مع أوريرا فيتوريا وريال سوسيداد ونادي إيبار.